# 水口茉優
水口 茉優（みずぐち まゆ、1999年2月11日 - ）は、東京都出身の女子サッカー選手。ポジションはゴールキーパー。

## 来歴

### クラブ
大和シルフィードU-18、日本体育大学でプレーした後、2021年に大和シルフィードに加入した。
2024年12月13日、なでしこリーグ1部の静岡SSUボニータへ移籍。

### 代表
2016年9月に、U-17女子ワールドカップに臨むU-17日本代表に選出された。大会ではグループステージ2試合目のパラグアイ戦に途中出場した。

## 代表歴
- U-17日本代表
  - 2016 FIFA U-17女子ワールドカップ; 準優勝（1試合出場）